# Płyta Bismarcka północna

Płyta pacyficzna zaznaczona kolorem żółtym

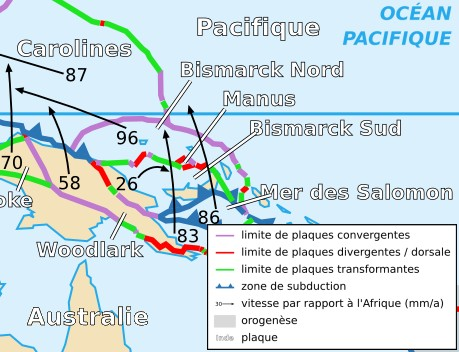
Płyta Bismarcka południowa

Płyta Bismarcka północna − niewielka płyta tektoniczna (mikropłyta), położona w Azji Południowo-Wschodniej, uznawana za część większej płyty pacyficznej.
Płyta Bismarcka północna od północnego zachodu graniczy z płytą karolińska, od północnego wschodu i wschodu z płytą pacyficzną, od południa z płytami: Morza Salomona, Bismarcka południową, Manus i Woodlark.